# Olivier Ménard
Pour les articles homonymes, voir Ménard.
Olivier Ménard, né le 27 septembre 1970, est un journaliste sportif et présentateur de télévision français. Il est notamment le présentateur depuis septembre 2008 de L'Équipe du soir, sur la chaîne de télévision L'Équipe.

## Jeunesse et formation
Il naît en 1970 et est originaire d'Angers. Il grandit près du Stade Jean-Bouin et assiste avec son père à de nombreux matchs du SCO d'Angers,. Il revient régulièrement au stade mais ne se dit cependant pas supporter de l'équipe,.
Il obtient un baccalauréat A2 en 1988. Il fait ensuite des études d'histoire à l'université d'Angers,  mais confiera plus tard avoir été peu assidu ; il y obtient un DEUG en 1992 mais ne finit pas sa licence,.

## Carrière

### Débuts
En 1993 à l'âge de 23 ans, il rencontre Michel Drucker puis débute dans ses émissions, entre Stars 90 sur TF1 et Studio Gabriel sur France 2 où il réalise des micro-trottoirs,,. Il travaille ensuite successivement pour Lignes de mire sur France 3 ou Vivement dimanche sur France 2, ainsi que pour diverses chaînes telles que M6 et RFM.

### L'Équipe (chaîne de télévision)
Il travaille pour L'Équipe depuis sa création en août 1998, guidé par sa passion pour le sport,. Il est d'abord rédacteur et présentateur du journal télévisé de la chaîne, La Grande Édition, de 2001 à 2008,.

#### L'Équipe du soir
En 2008, il propose à ses responsables la création d'une émission de talk-show sportif inspiré de Pardon the Interruption (en) — diffusé aux États-Unis sur ESPN — L'Équipe du soir, dont la première diffusion se fait le 2 septembre,. Il évoque également avoir voulu un style similaire à l'émission radio On refait le monde de Christophe Hondelatte sur RTL. Entouré de différents chroniqueurs, il travaille notamment avec le chef d'édition Matthieu Maes. Pouvant être omnisports, l'émission est en pratique largement centrée sur le football, car il estime que c'est ce qui intéresse les téléspectateurs.
Il gagne en popularité ainsi que son émission lors du passage à la TNT de la chaîne en 2012.
En 2017, il reçoit grâce à son travail de présentation le prix du « commentateur sportif de l'année » de l'Association des écrivains sportifs. Il présente sa deux millième émission en janvier 2018, celle-ci étant alors considérée comme « indissociable de son maître de cérémonie » et reçoit pour l'occasion Nicolas Sarkozy,.
En 2020, l'émission est un temps interrompue en raison de la pandémie de Covid-19, puis Olivier Ménard reprend la présentation seul en plateau avec des chroniqueurs en duplex,,.

## Vie privée
Il a deux filles : Rose et Jeanne . Il a l'habitude de faire du sport le matin et de cuisiner ensuite le déjeuner pour ses filles.
Le 10 juin 2024 il est victime d'une agression par un homme dans le hall de son immeuble d'Issy-les-Moulineaux. Il s'en sort avec un cocard à l’œil droit et des douleurs au genou,. Il reçoit par la suite une vague de soutiens à la suite de la parution d'un article dans le journal Le Parisien.

## Filmographie
- 2025 : Mercato de Tristan Séguéla : lui-même